# ロリウッド
ロリウッド（英: Lollywood）は、パキスタンの映画産業の通称。
1947年の独立以来、パキスタン映画の中心地となっているラホールと、ハリウッドのかばん語である。1989年に「グラマー」誌のコラムニストであるサリーム・ナシルが創出して以降、ほかの南アジア諸国との比較の文脈でよく使用されるようになった。映画はウルドゥー語とパンジャーブ語で制作されているが、近年ウルドゥー語の映画制作はカラチに移行しており、ラホールではもっぱらパンジャーブ語でつくられるようになっている。

## 歴史
1947年のインド・パキスタン分離独立以前、ラホールの映画産業はボンベイ（ムンバイ）の映画産業と密接な関係を有していた。当時はラホールでも、イギリス領インド帝国北半の共通語であるヒンドゥスターニー語で映画がつくられていた。1940年代にはK・L・サイガル、プリトヴィーラージ・カプール、ディリープ・クマール、デヴ・アーナンドといった俳優やモハメド・ラフィ、ヌール・ジャハーン、シャムシャード・ベーガムといった歌手など、多くのラホールの映画関係者がボンベイに移った。しかし、1947年にパキスタンが独立すると、ラホールは新生パキスタン映画界の中心地となった。
ロリウッド映画の人気は、1960年代が最盛期であった。この時代は、パキスタン・パンジャーブ映画の「黄金時代」とされる。